# Янина (остров)
Я́нина (греч. Νήσος Ιωαννίνων) — остров в Греции. Расположен в северной части одноимённого озера, на высоте 560 м над уровнем моря, к северо-востоку от города Янина. Административно относится к одноимённой общине в периферии Эпир. Площадь 0,675 км². Население 219 человек по переписи 2011 года.
Монастырь свт. Николая Чудотворца (Филантропинон, Μονή Αγίου Νικολάου Φιλανθρωπινών) — самый важный монастырский комплекс на острове. Этот район в византийскую эпоху был важным монастырским центром, и на острове сохранилось ещё семь монастырей разных эпох, среди которых монастырь Дилиу (Μονή Αγίου Νικολάου Στρατηγοπούλου ή Ντίλιου).
На острове здания постройки XIII века, музеи, в том числе музей Али-паши Тепеленского (Янинского), проживавшего на острове. Регулярно проводятся экскурсии.

## Монастырь свт. Николая Чудотворца (Филантропинон)
Поздневизантийский монастырь Филантропинон был отремонтирован в 1291/1292 году Михаилом Филантропеном (греч. 2Μιχαήλ Φιλανθρωπηνός). Расцвет монастыря пришёлся на XVI век. Кафоликон был отреставрирован, расширен и расписан фресками в три этапа (1531/1532, 1542, 1560). От монастырского комплекса сохранился кафоликон, часть келий и алтарь в юго-восточном конце кафоликона. Церковь однокомнатная, сводчатая, со сводчатым нартексом и тремя хозяйственными постройками (экзонартексами). Её интерьер украшен росписями.
Сегодня монастырь Филантропинон — одна из достопримечательностей острова Янина, а церковь открыта несколько раз в год.
Реставрационные работы кафоликона и его живописи проводились в 1964, 1973—1974 годах.

## Население
| Год  | Население, человек |
| ---- | ------------------ |
| 1991 | 355                |
| 2001 | 354                |
| 2011 | ↘ 219              |